# Структурированный продукт
Структурированный продукт (англ. structured product) — сложный комплексный финансовый инструмент, финансовая стратегия, базирующаяся на более простых базовых финансовых инструментах. За счет комбинирования различных финансовых инструментов обладает нестандартной потенциальной доходностью как и возможными рисками инвестиции, которые часто ограниченны потерей стоимости за колл опцион на выбранный инвестором актив. Всех их отличает наличие фиксированного срока действия. Многообразие инструментов, входящих в состав структурированного продукта, не позволяет дать ему единое определение.
Структурированные продукты, в числе прочего, возникли из потребностей компаний выпускать более дешевые долговые обязательства. Структурированные продукты могут иметь различную форму и, как правило, эмитируются банками и инвестиционными компаниями.
Впервые структурированные продукты были размещены на внутренних биржах США в 1969 году.

## Основные компоненты
Компоненты, которые могут входить в состав структурированных продуктов:

1. Инструменты с фиксированной доходностью (англ. Fixed income) — инструменты, по которым заранее известны сроки и размеры платежей, характеризуются низкой степенью риска, пользуются большей популярностью у консервативных инвесторов :
- Депозиты
- Векселя
- Облигации (купонные и бескупонные)

2. Инструменты, привязанные к собственному капиталу (англ. Equity-linked) — именно эта категория инструментов в большинстве случаев входит в состав структурированных продуктов:
- Акции
- Индексы акций
- Производные финансовые инструменты (деривативы)
  - Опционы
  - Фьючерсы
  - Свопы — соглашения, позволяющие временно обменять одни активы или обязательства на другие активы или обязательства
- Товарные контракты (англ. Commodities) — в настоящее время на различных товарных биржах по всему миру продаётся около 100 так называемых биржевых товаров, среди которых можно выделить несколько групп товаров: энергетическое сырье, зерновые, цветные и драгоценные металлы и др.
- Процентные ставки (англ. Interest rates)
- Инструменты, привязанные к курсам валют (англ. Foreign exchange)
- Инфляционные продукты (англ. Inflation-linked)
- Производные и синтетические продукты — любые сложные производные параметры фондовых рынков:
  - Волатильность
  - Корреляция
  - Относительное движение котировок
  - Синтетические индексы
  - Корзины
  - Алгоритмически созданные базовые активы
- Нефинансовые составляющие — компоненты, не имеющие под собой экономической основы (погодные условия, политические события и пр.)

## Риски
Структурированные продукты подразделяются на несколько категорий в части изначального уровня допустимого риска:
- 100-процентная гарантия возврата капитала (англ. 100% Capital protection)
- частичная гарантия возврата капитала
- гарантия возврата капитала отсутствует или является условной

Структурированные продукты могут принести своим владельцам высокие доходы, но надо осознавать, что инвесторов, принявших решение вложить средства в структурированные продукты, также может ожидать значительное число рисков, о которых они должны быть надлежащим образом уведомлены. Риск вложений оценивается на основании целого комплекса факторов, которые различны для разного вида структурированных продуктов.

Виды рисков:
- Дефолт эмитента инструментов с фиксированной доходностью — наиболее существенный вид риска, поскольку может привести к потере всех инвестиций. За рубежом даже предпринимаются попытки создания рынка для структурированных продуктов, которые больше не торгуются в связи с банкротством эмитента, но эти инициативы не получили достаточного развития.
- Риск дефолта эмитента структурированного продукта: один из самых масштабных примеров — коллапс инвестиционного банка Lehman Brothers.
- Волатильность.
- Деривативные параметры — структурированные инструменты могут быть чувствительны к различным факторам, связанных с ценообразованием деривативных инструментов.
- Срок действия продукта — длинный временной горизонт повышает неопределенность как в отношении самого актива, так и в отношении эмитента.
- Риск недополученной доходности — в случае резкого падения котировок базового актива на конец выбранного периода, даже в случае отсутствия дефолта эмитента, инвестор получит лишь первоначально вложенную сумму, что будет характеризовать инвестиции как убыточные.
- Ликвидность.

## Цели инвестирования в структурированные продукты
Структурированные продукты были созданы с целью удовлетворения специфических потребностей клиентов, которые не могли быть удовлетворены с помощью стандартных финансовых инструментов, существовавших в тот момент на рынке. Призваны служить альтернативой прямым инвестициям. Структурированные продукты предназначены для обеспечения ожиданий инвесторов, связанных с высокодоходными инвестициями, связанных с особенностями их профилей риска, запросов в части доходности и рыночных ожиданий. В целом можно выделить следующие цели, которые преследуют клиенты при инвестировании в структурированные продукты: снижение рисков и гарантия защиты капитала, получение инвестиционного дохода, хеджирование рисков при управлении рисками бизнеса, диверсификация вложений, повышение отдачи инвестиций, оптимизация налогооблагаемой базы и др.

## Формы выпуска
- Облигация
- Нота — структурированный продукт, представляющий собой совокупность различных финансовых активов и инструментов, скомбинированных определенным образом
- Вексель
- Инвестиционный пай
- Депозит
- ОФБУ
- Договор доверительного управления
- Трастовый сертификат
- Создание продукта в рамках брокерского соглашения

## Особенности российского рынка
Впервые розничные структурированные продукты на российском рынке были выпущены Юниаструм банком. Выбор структурированных продуктов, которые предлагаются клиентам на российском рынке, далеко не так широк, как на зарубежных рынках. Как правило, это индексируемые депозиты, облигации, вексельные схемы, договоры доверительного управления и брокерские договоры, договоры займа с плавающей ставкой, РЕПО с плавающей ставкой, ОФБУ. В последнее время стали появляться более сложные продукты, но их доля пока невелика. Одним из препятствий к развитию данного вида инвестиций является отсутствие в российском законодательстве четкого определения структурированного продукта как инструмента инвестиций, а также неоднозначность в вопросе налогообложения.